# Hong Kong Holocaust and Tolerance Centre
Il Hong Kong Holocaust and Tolerance Centre (HKHTC) è un centro con sede a Hong Kong dedicato allo sviluppo dell'istruzione sull'Olocausto e alla promozione della tolleranza situata nella città di Hong Kong.
Fondato nel 2011, HKHTC è la prima organizzazione dedicata all'educazione sull'Olocausto in Cina, creata dagli abitanti per accrescere la consapevolezza e promuovere la conoscenza dell'Olocausto a Hong Kong e in tutta la regione.
HKHTC cura mostre pubbliche, organizza laboratori didattici e porta i sopravvissuti all'Olocausto nella regione per fornire un'opportunità educativa che non è comune in Asia. Le attività raggiungono decine di migliaia di studenti. Il centro fornisce anche contenuti educativi e opportunità su altri genocidi regionali, come il massacro di Nanchino e il genocidio cambogiano.